# In Love and War
In Love and War, titulada en castellano En el amor y en la guerra en España, De amor y de guerra en Argentina y Pasión de guerra en México, es una película dramática estrenada el 18 de diciembre de 1996 en Estados Unidos, el 10 de abril de 1997 en España, el 21 de noviembre de 1997 en México y el 25 de junio de 1998 en Argentina. Protagonizada por Sandra Bullock y Chris O'Donnell. Dirigida por Richard Attenborough.

## Argumento
Narra la relación establecida, durante la I Guerra Mundial en Italia entre un joven reportero y conductor de ambulancias llamado Ernest Hemingway (Chris O'Donnell), herido en una pierna en una de las numerosas batallas de dicha guerra, y la enfermera de la Cruz Roja, Agnes Von Kurowsky (Sandra Bullock) que le cuidó en el hospital y se encargó de su rehabilitación, empezando a sentir algo por él. 
Hemingway haciendo numerosos sacrificios para mantener su relación en secreto, ya que sería mal vista, al ser la enfermera bastante mayor que él. El amor es mutuo, pero Kurowsky se reserva sus sentimientos y cuando Hemingway le pide matrimonio ella acepta.  Sin embargo Hemingway regresa a los EE. UU.  Cuando el tiempo pasa después de que Ernest haya ido al frente, Agnes se convierte en la prometida de un rico y prestigioso médico, aunque todavía no ha olvidado sus sentimientos por el joven.
Esta desilusión amorosa marca de por vida al joven escritor.

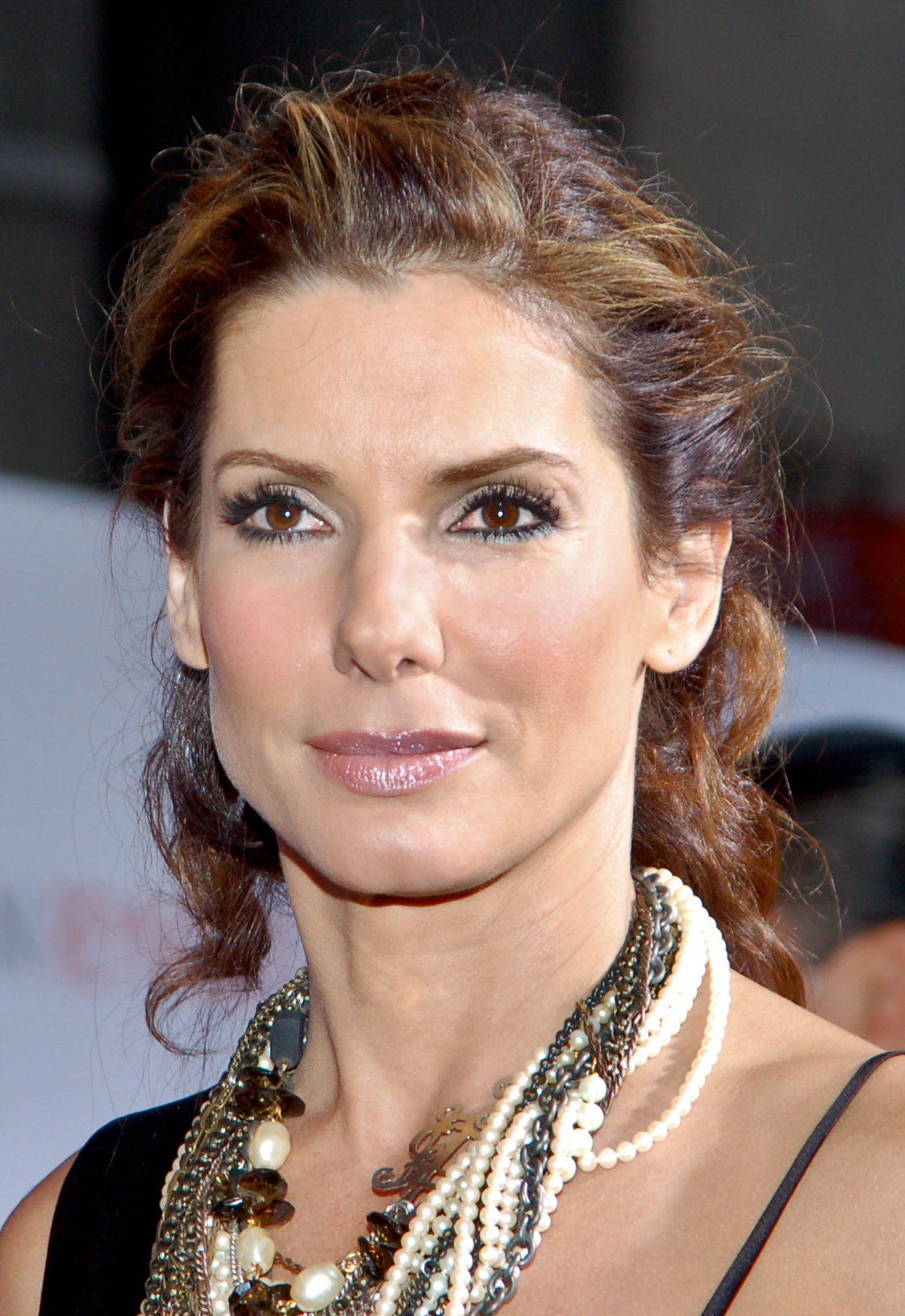
Sandra Bullock como Agnes Von Kurowsky.

## Reparto
- Sandra Bullock como Agnes Von Kurowsky.
- Chris O'Donnell como Ernest Hemingway.
- Mackenzie Astin como Henry Villard.
- Emilio Bonucci como Dr. Domenico Caracciolo.

## Producción

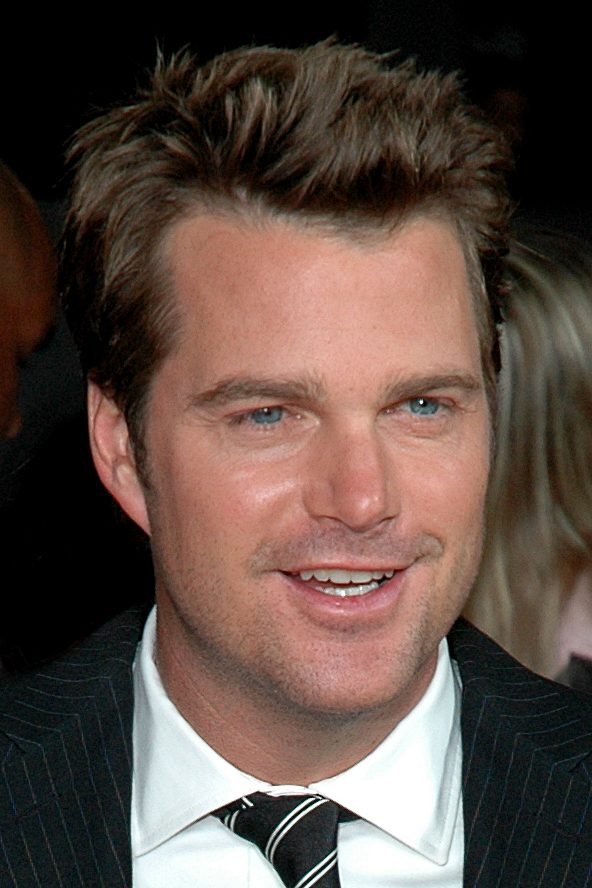
Chris O'Donnell como Ernest Hemingway.

Se rodó entre el 22 de mayo y el 9 de agosto de 1996. Se filmó en diversas localizaciones de Italia como Venecia, Bassano del Grappa y Vittorio Veneto; también se filmaron escenas en Montreal, Montebello y Sherbrooke en el estado de Canadá. Así mismo el equipo de rodaje se trasladó a los Shepperton Studios, en Reino Unido.

## Recepción

### Respuesta crítica
Según la página de Internet Rotten Tomatoes obtuvo un 12% de comentarios positivos. Luanne Brown comentó que: "no es tan mala como te esperas. Buena para un día de lluvia". Jon Niccum definió la película como "aburrida y artificial".

### Taquilla
Estrenada en 1.610 cines estadounidenses debutó en segunda posición con 5 millones de dólares, con una media por sala de 3.409 dólares, por delante de Beverly Hills Ninja y por detrás de Jerry Maguire. Recaudó en Estados Unidos 14 millones. Sumando las recaudaciones internacionales la cifra asciende a 25 millones. Se desconoce cuál fue el presupuesto estimado invertido en la producción.